# Pokrówka
Pokrówka (dawniej Pokrywka, Pokrzywka) – wieś w Polsce położona w województwie lubelskim, w powiecie chełmskim, siedziba gminy wiejskiej Chełm.
| SIMC    | Nazwa          | Rodzaj    |
| ------- | -------------- | --------- |
| 0101451 | Nowa Pokrówka  | część wsi |
| 0101468 | Stara Pokrówka | część wsi |

Na terenie wsi utworzono dwa sołectwa Pokrówka i Pokrówka – Bazylany. Według Narodowego Spisu Powszechnego (III 2011 r.) liczyła 1795 mieszkańców i była największą miejscowością gminy Chełm.
W miejscowości działało Państwowe Gospodarstwo Rolne Pokrówka. W Pokrówce znajduje się Sala Królestwa Świadków Jehowy, dawna szkoła podstawowa utworzona w XIX wieku jako szkoła początkowa ogólna, popegeerowskie osiedle złożone z kilku bloków oraz powstały po 1990 r. Browar Jagiełło.
Według Jakuba Suszy – autora dzieła O cudownym obrazie MB Chełmskiej, osada została ufundowana w 1262 r. przez księcia Lwa Daniłowicza (syna Daniela Romanowicza).
W latach 1945–1954 miejscowość była siedzibą gminy Krzywiczki, następnie do 1972 r. gromady Pokrówka. W latach 1975–1998 miejscowość administracyjnie należała do województwa chełmskiego. 
Wierni Kościoła rzymskokatolickiego należą do parafii Chrystusa Odkupiciela w Chełmie lub do parafii Rozesłania św. Apostołów w Chełmie.

## Potyczka pod Depułtyczami i Pokrówką
5 sierpnia 1863 r., dotarły do powstańców styczniowych Cieszkowskiego, Władysława Eminowicza, Józefa Władysława Ruckiego i Święcickiego, wieści o zbliżaniu się znacznych sił rosyjskich z Krasnegostawu, Uściługa, Włodawy i Dubienki. Powstańcy wyruszyli w stronę Depułtycz i tuż za miejscowością Pokrówka o godz. 10.30 natknęli się na żołnierzy rosyjskich. W trakcie kilkugodzinnej bitwy wyparli Rosjan do Depułtycz, a następnie zmusili do odwrotu w kierunku Wierzchowin. W bitwie poległo 23 żołnierzy rosyjskich i 11 powstańców.

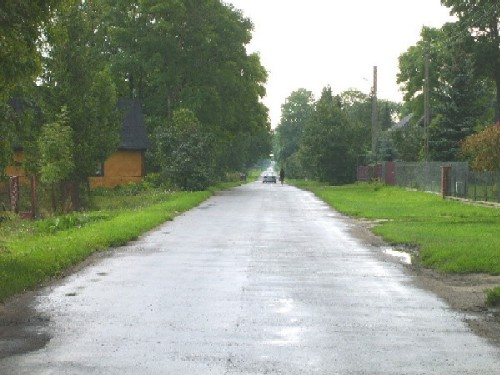
ulica Wiosenna
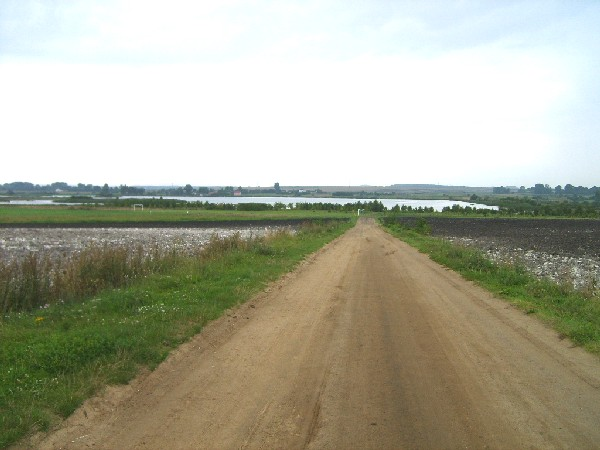
zalew Żółtańce